# اجیکیاتاناهای
اجیکیاتاناهای (به انگلیسی: Ajjikyatanahalli) یک روستا در هند است که در کارناتاکا واقع شده‌است.